# Red velvet cake
Pour les articles homonymes, voir Red velvet.
Le red velvet cake, ou gâteau rouge velours, est un gâteau d'origine américaine ayant une couleur rouge, rouge clair ou rouge foncé. Il est généralement préparé comme un gâteau à étages couvert de fromage à la crème ou de crème au beurre à l'hermine. Ce gâteau d'origine américaine date du XIXe siècle et est traditionnellement servi à Noël ou à la Saint-Valentin. Il est préparé à partir de babeurre, de beurre, de cacao, de vinaigre et de farine. Traditionnellement préparé à partir de cacao traité de façon à lui donner sa couleur rouge caractéristique, c'est aujourd'hui souvent la betterave ou un colorant alimentaire qui est utilisé à la place.

## Histoire
Le red velvet cake a été créé durant l'époque victorienne, à la même période que le Devil's food cake, un autre gâteau au chocolat à étages. Considéré comme raffiné, on lui appose l'adjectif « velvet » (« velours » en français) afin de souligner sa douceur et son moelleux. La différence entre le red velvet cake et le Devil's food cake est que l'on fabrique le premier avec du cacao tandis que l'autre est élaboré à partir de chocolat.
Pendant la période de rationnement alimentaire lors Seconde Guerre mondiale, les pâtissiers utilisent du jus de betterave bouilli pour renforcer la couleur rouge du red velvet cake. L'on retrouve d'ailleurs l'utilisation de la betterave dans de nombreux desserts puisqu'elle aide à conserver un côté moelleux. Adams Extract, une société texane, est à l'origine de l'explosion de consommation du red velvet cake aux États-Unis pendant la Grande Dépression, devenant la première marque à vendre des colorants alimentaires rouges et autres exhausteurs de goût,.
La recette des cuisines de l'hôtel new-yorkais Waldorf-Astoria est relativement connue, mais on considère que le red velvet cake est issu d'une recette traditionnelle du sud du pays. Traditionnellement, le red velvet cake est couvert d'un glaçage au beurre à l'hermine, léger et aérien, néanmoins long à réaliser. Des glaçages au fromage à la crème ou à la crème au beurre sont ainsi des variantes souvent privilégiées,.
Au Canada, dans les années 1940 et 1950, le gâteau était distribué en grande majorité par la chaîne de grands magasins Eaton. Présenté comme une recette exclusive dont les employés taisaient le secret de fabrication, beaucoup de personnes pensaient, par erreur, que le red velvet cake était une création de la fondatrice de la chaîne, Lady Eaton.
C'est depuis quelques années maintenant que le red velvet cake a regagné en popularité aux États-Unis et dans de nombreux pays d'Europe. On doit ce regain au film Potins de femmes (1989) où on retrouve un gâteau de mariés en forme de tatou façon red velvet cake dans une des scènes. La chaîne de pâtisseries Magnolia Bakery à Manhattan sert son red velvet cake depuis l'ouverture de sa première boutique en 1996. Les restaurants servant des spécialités culinaires du sud des États-Unis proposent également le gâteau sur leur carte. En 2000, la pâtisserie Cake Man Raven a même ouvert une des premières boutiques dédiées exclusivement à la vente de red velvet cake en plein Brooklyn.

## Ingrédients
Le red velvet cake est élaboré à partir de babeurre, de beurre, de cacao, de vinaigre et de farine. C'est la betterave ou un colorant alimentaire qui lui donne sa couleur rouge.

## Variantes
Il y a plusieurs variantes de red velvet cake. Une multitude de produits en font la déclinaison : poudres protéinées, thés, lattes, pop tarts, gaufres, boissons non alcoolisées voire bougies parfumées et autres parfums d'intérieur. Avec l'apparition de nouvelles allergies alimentaires, la recette traditionnelle s'adapte maintenant proposant des versions végane, sans gluten ou sans lactose.

### Crédits de traduction
- (en) Cet article est partiellement ou en totalité issu de la page de Wikipédia en anglais intitulée « Red velvet cake » (voir la liste des auteurs).